# Râul Pojoga
Râul Pojoga este un curs de apă, afluent al râului Mureș. 

## Hărți
- Harta județului Hunedoara
- Harta munților Apuseni